# جاك مكارثي
جاك مكارثي (بالإنجليزية: Jack McCarthy)‏ هو صحفي أمريكي، ولد في 13 أغسطس 1914، وتوفي في 23 مايو 1996 بسبب سرطان البروستاتا.